# Andrea dei Conti

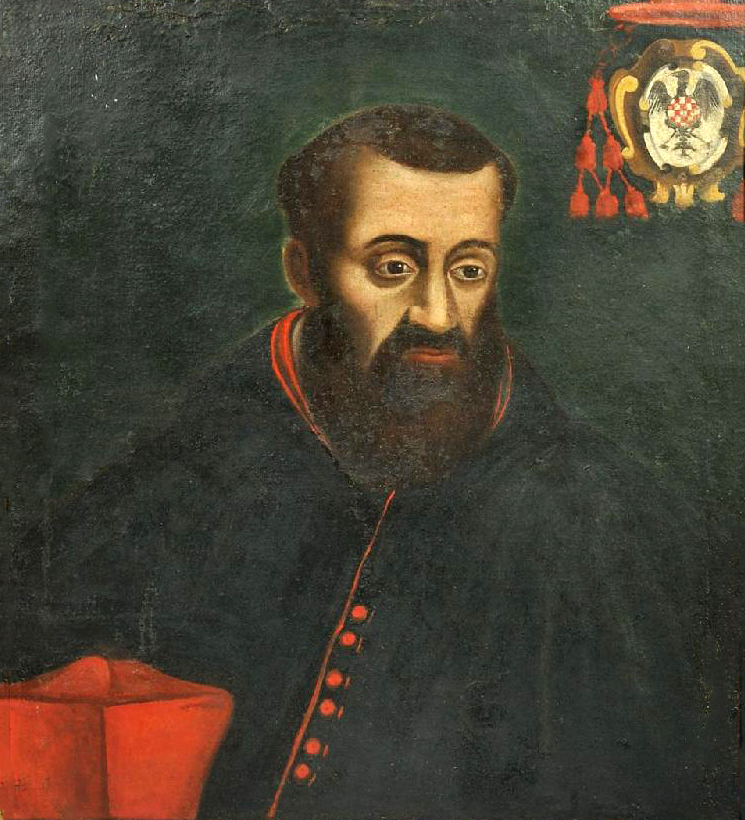
Andreas de Comitibus. Die Darstellung spielt an auf die ihm angetragene Kardinalswürde.

Andreas de Comitibus, auch André de Segni oder André Conti, (* 1240 in Anagni; † 1. Februar 1302 in Piglio) war ein italienischer Franziskaner, Einsiedler, der selig gesprochen wurde.

## Leben
Andreas de Comitibus entstammte der Adelsfamilie der Grafen von Segni. Er war Neffe von Papst Alexander IV. Mit den Päpsten Innozenz III. und Gregor IX. war er ebenfalls verwandt.
Nach dem Theologiestudium trat er den Franziskanern bei und lebte als Einsiedler in einer Höhle in Piglio.
Papst Bonifatius VIII. war ein naher Verwandter und wollte ihn zum Kardinal erheben. Dies lehnte Andreas ab. Er soll Papst Bonifatius zu Ausrufung des ersten Heiligen Jahr angeregt haben.
Vor seiner Einsiedlerhöhle wurde später das Franziskanerkloster San Lorenzo errichtet.
Seine Verehrung wurde am 11. Dezember 1724 von Papst Innozenz XIII. aus der Familie der Grafen von Segni genehmigt. Sein Gedenktag ist der 1. Februar in Piglio und der Diözese Anagni sowie in den anderen Franziskanerkirchen am 3. Februar. Ihm werden etwa dreißig Wunder zugeschrieben, darunter auch Exorzismen. Noch heute findet im August in Piglio eine Prozession (Corteo) statt, um den Seligen zu ehren und ihm für seinen Beitrag zur Rettung und zum Schutz der Stadt (insbesondere vor der Pest im Jahr 1656) zu danken.
Er wird in einer Franziskanertracht dargestellt. Zu seinen Attributen gehören ein Engel, der ihm eine Stola reicht, ein Totenkopf als Symbol für Buße und Kasteiung, eine Höhle und ein Lichtstrahl, der ihn erleuchtete, als er in der Einsiedlerhöhle über theologische Texte nachsann und der ihm ermöglichte, die komplexesten Sachverhalte zu verstehen. Das Buch verweist auf die Urheberschaft des Traktats De partu Beatae Marie Virginis.